# Werner Krämer
Pour les articles homonymes, voir Kramer.
Werner Krämer, né le 23 janvier 1940 à Duisbourg et mort le 12 février 2010, est un footballeur international allemand.

## Biographie
Werner Krämer joue au MSV Duisburg, puis au Hambourg SV, et enfin au Vfl Bochum.
Werner Krämer reçoit 13 sélections en équipe d'Allemagne. Il est retenu pour disputer la Coupe du monde 1966 mais il ne joue pas la finale.

## Palmarès
- Finaliste de la Coupe du monde 1966 avec l'Allemagne